# Szczukinskaja
Szczukinskaja (ros. Щукинская) – stacja moskiewskiego metra linii Tagańsko-Krasnopriesnieńskiej (kod 125). Nazwa stacji pochodzi rejonu Szczukino w północno-zachodnim okręgu administracyjnym Moskwy, gdzie jest położona. Wyjścia prowadzą na ulice Nowoszczukinskaja i Marszałka Wasilewskiego.

## Wystrój
Stacja jest trzykomorowa, jednopoziomowa, posiada jeden peron. Stacja posiada dwa rzędy 26 kolumn pokrytych szarym i żółtym marmurem. Ściany nad torami pokryto anodyzowanym aluminium przypominającym brąz. Podłogi wyłożono ciemnym granitem i szarym marmurem.